# Liriomyza sorosis
Liriomyza sorosis är en tvåvingeart som först beskrevs av Samuel Wendell Williston  1896.  Liriomyza sorosis ingår i släktet Liriomyza och familjen minerarflugor. Inga underarter finns listade i Catalogue of Life.